# Міжнародна асоціація класифікаційних товариств
Міжнаро́дна асоціа́ція класифікаці́йних товари́ств (англ. International Association of Classification Societies, IACS) — неурядове міжнародне об'єднання класифікаційних товариств, що ставить за мету вироблення стандартів і правил, що стосуються забезпечення безпеки морських перевезень.
Асоціацію створено у 1968 році. Спочатку у неї входило шість товариств. Штаб-квартира асоціації перебуває у Лондоні (Велика Британія).
Асоціація об'єднує великі національні класифікаційні товариства з метою розвитку співробітництва між ними в галузі технічного нагляду за суднами для забезпечення безпеки мореплавання. Діяльність IACS спрямована на уніфікацію національних правил класифікації, обміру, виготовлення, експлуатації та ремонту морських суден, матеріалів, що використовуються в суднобудуванні, забезпечення морських суден технічними засобами (рятувальними, протипожежними тощо).
Асоціація є головним радником Міжнародної морської організації (англ. International Maritime Organization, IMO) з технічних питань.
Понад 90% тоннажу світового торговельного флоту перебуває у класі товариств-членів IACS.

## Члени асоціації
Склад асоціації IACS є змінним. Вступати в асоціацію може товариство зі світовою репутацією, яке працює не менше ніж 20 років, видає власні правила класифікації суден та власну реєстрову книгу, а також здійснює нагляд за не менше ніж 1000 суднами тоннажем від 1 000 000 БРТ.
Станом на лютий 2014 року членами асоціації є 12 класифікаційних товариств:
| США             | Американське бюро судноплавства           | ABS    | American Bureau of Shipping                           |
| Франція         | Бюро Верітас                              | BV     | Bureau Veritas                                        |
| КНР             | Китайське Класифікаційне Товариство       | CCS    | China Classification Society                          |
| Хорватія        | Хорватський Регістр судноплавства         | CRS    | Croatian Register of Shipping                         |
| Норвегія        | DNV GL Group                              | DNV GL | Det Norske Veritas & Germanisher Lloyd (DNV GL Group) |
| Індія           | Індійський Регістр судноплавства          | IRS    | Indian Register of Shipping                           |
| Південна Корея  | Корейський Регістр суден                  | KR     | Korean Register of Shipping                           |
| Велика Британія | Регістр Судноплавства Ллойда              | LR     | Lloyd's Register                                      |
| Японія          | Ніппон Кайджі Кіокай                      | NK     | Nippon Kaiji Kyokay                                   |
| Польща          | Польський Регістр судноплавства           | PRS    | Polish Register of Shipping                           |
| Італія          | Італійський Морський Регістр              | RINA   | Registro Italiano Navale                              |
| Росія           | Російський Морський Регістр Судноплавства | RS     | Russian Maritime Register of Shipping                 |